# 초평
초평(初平)은 중국 후한(後漢) 헌제(獻帝)의 첫 번째 연호이다. 190년에서 194년 1월까지 4년 1개월 동안 사용하였다.

## 개원
초평(初平) 원년 1월 1일(190년 2월 23일)에 연호를 초평(初平)으로 개원함.

## 연대대조표
| 초평                | 원년       | 2년        | 3년        | 4년        | 5년        |
| 서력                | 190년      | 191년      | 192년      | 193년      | 194년      |
| 육십간지 (六十干支) | 경오(庚午) | 신미(辛未) | 임신(壬申) | 계유(癸酉) | 갑술(甲戌) |

## 같이 보기
- 중국의 연호

| 이전 연호 중평(中平) | 중국의 연호 후한(後漢) | 다음 연호 흥평(興平) |